# Lemnalia carnosa
Lemnalia carnosa är en korallart som först beskrevs av Kükenthal 1896.  Lemnalia carnosa ingår i släktet Lemnalia och familjen Nephtheidae. Inga underarter finns listade i Catalogue of Life.